# Cristian Cardo
Cristian Cardo (Villa Carlos Paz, Córdoba, 17 de enero de 1999) es un baloncestista profesional argentino que se desempeña como alero. 

## Trayectoria

### Clubes
| Club                          | País      | Año             |
| ----------------------------- | --------- | --------------- |
| San Lorenzo                   | Argentina | 2017 - 2019     |
| Atenas de Carmen de Patagones | Argentina | 2019            |
| Salta Basket                  | Argentina | 2019 - 2021     |
| Argentino de Junín            | Argentina | 2021            |
| Malvín                        | Uruguay   | 2021            |
| Salta Basket                  | Argentina | 2022            |
| Peñarol de Mar del Plata      | Argentina | 2022 - 2023     |
| La Unión de Formosa           | Argentina | 2023 - 2024     |
| San Lorenzo                   | Argentina | 2025 - Presente |

## Selección nacional
Cardo integró el plantel del seleccionado juvenil argentino que participó del Campeonato FIBA Américas Sub-16 de 2015 y del Campeonato Mundial de Baloncesto Sub-17 de 2016.